# Phạm Văn Trình
Phạm Văn Trình (chữ Hán: 范文程, 1597 – 1666), tự là Hiến Đấu (憲斗), sinh quán là Thẩm Dương vệ (nay là Thẩm Dương, Liêu Ninh), nguyên quán là Lạc Bình, Giang Tây, quan viên, khai quốc công thần nhà Thanh trong lịch sử Trung Quốc.

## Sự nghiệp

### Đầu hàng Hậu Kim, tham gia đánh Minh
Văn Trình tự nhận là cháu 17 đời của Thừa tướng Cao Bình công Phạm Thuần Nhân nhà Bắc Tống; đầu đời Minh, tổ tiên ông bị đày đi Thẩm Dương vệ, nên có hộ tịch ở đó, định cư tại Phủ Thuận sở (nay là Phủ Thuận). Ông cụ của Văn Trình là Phạm Thông, Minh sử có truyện.
Văn Trình từ nhỏ ham đọc sách, tính thông mình, cứng cỏi, cùng anh trai Văn Thái là Sanh viên ở Thẩm Dương huyện học. Năm Thiên Mệnh thứ 3 (1618), quân Hậu Kim chiếm Phủ Thuận, Văn Thái, Văn Trình cùng gặp Nỗ Nhĩ Cáp Xích. Nỗ Nhĩ Cáp Xích nói chuyện với Văn Trình, xem trọng ông, biết ông là chắt của Phạm Thông, nên nói với các Bối lặc rằng: “Đây là hậu duệ của danh thần, hãy đối đãi tốt với anh ta!”. Nỗ Nhĩ Cáp Xích tấn công nhà Minh, chiếm Liêu Dương, vượt Tam Xóa đánh Tây Bình, hạ Quảng Ninh, Văn Trình đều ở trong quân.
Hoàng Thái Cực lên ngôi, triệu Văn Trình ở bên cạnh. Năm Thiên Thông thứ 3 (1629), Văn Trình lại tham gia tấn công nhà Minh, vào Kế Môn, chiếm Tuân Hóa. Văn Trình riêng đem 1000 quân đánh Phan Gia Khẩu, Mã Lan Dục, Tam Đồn Doanh, Mã Lan Quan, Đại An Khẩu, hạ cả năm thành. Xong, quân Minh vây Đại An Khẩu, Văn Trình lấy đại bác tiến đánh, cởi được vây. Hoàng Thái Cực tự đem quân đánh Vĩnh Bình, để Văn Trình ở lại giữ Tuân Hóa; quân Minh chợt đến, ông đi đầu, ra sức chiến đấu, địch thu chạy; nhờ công được thụ Thế chức du kích. Năm thứ 5 (1631), quân Hậu Kim vây Đại Lăng Hà, bức hàng thành ấy, nhưng lính đầu hàng người Mông Cổ giết chủ tướng để bỏ trốn, Hoàng Thái Cực giận lắm, Văn Trình lựa lời khuyên giải, cứu sống hơn 500 người. Bấy giờ có tướng Minh đắp lũy trên đỉnh Tây Sơn, dựa vào địa thế hiểm yếu mà cố thủ; Văn Trình một mình một ngựa lên núi, trình bày lợi hại, tướng ấy xin hàng; Hoàng Thái Cực rất hài lòng, đem những người đầu hàng ban hết cho ông.
Năm thứ 6 (1632), Văn Trình theo Hoàng Thái Cực xâm phạm biên thùy nhà Minh  ông cùng Đồng trực văn quán Ninh Hoàn Ngã, Mã Quốc Trụ dâng sơ luận binh sự, cho rằng muốn vào Tuyên Phủ (nay là Tuyên Hóa), Đại Đồng , chẳng bằng đánh Sơn Hải quan. Khi quân Hậu Kim đến thành Quy Hóa, Hoàng Thái Cực triệu bọn Văn Trình đến bàn bạc, họ lại dâng sớ đề nghị vượt qua Sơn Hải quan, nhằm thẳng vào Bắc Kinh. Hoàng Thái Cực nhận sớ, khen ngợi bọn họ .
Năm thứ 7 (1633), bọn Khổng Hữu Đức xin hàng, bị quân Minh bức bách, Hoàng Thái Cực mệnh cho Văn Trình theo các Bối lặc soái quân tăng viện; ông tuyên dụ đức ý của Hoàng Thái Cực, bọn Hữu Đức bèn đưa quân bản bộ theo về với Hậu Kim. Từ đấy, quân Hậu Kim phá Lữ Thuận, thu Bình Đảo, dẹp Triều Tiên, an Mông Cổ, Văn Trình đều có tham mưu.

### Nắm giữ cơ mật, mưu lấy Trung Nguyên
Năm Sùng Đức nguyên niên (1636), Hoàng Thái Cực đổi quốc hiệu là Đại Thanh, từ đây được gọi là Thanh Thái Tông, đổi Văn quán làm Nội tam viện, lấy Văn Trình làm Nội Bí thư viện Đại học sĩ, tiến thế chức Nhị đẳng Giáp Lạt Chương kinh. Ban đầu, chế độ Bát kỳ mới định, các bề tôi đề cử Văn Trình làm Cố sơn Ngạch chân, Thái Tông từ chối vì muốn giữ ông làm tâm phúc. Văn Trình nắm giữ việc cơ mật, mỗi lần vào gặp Hoàng đế, trải qua mấy chục khắc lậu ; có lúc chưa kịp ăn nghỉ, đã bị triệu vào cung. Thái Tông xem trọng Văn Trình, mỗi lần bàn bạc chính sự, đều hỏi: “Phạm Chương kinh biết chưa?” Có gì Thái Tông nhận thấy không hợp lý, hỏi: “Sao không cùng Phạm Chương kinh bàn bạc?” Mọi người đáp: “Phạm cũng nói vậy.” Thái Tông liền chấp nhận. Văn Trình từng báo bệnh, công việc trở nên đình đốn, Thái Tông mệnh cho đợi ông khỏi bệnh thì giải quyết. Các quốc thư, sắc chỉ phủ dụ đều do Văn Trình soạn thảo. Ban đầu, Thái Tông còn xem xét, về sau không đọc lại nữa, nói: “Mày không phạm sai lầm đâu!” Văn Trình đón cha là Phạm Nam về phụng dưỡng; ông từng được ăn cùng với Thái Tông, có món gì ngon, chợt nhớ cha mình chưa từng được nếm qua, bèn không động đũa mà đem về. Thái Tông thấy vậy, lập tức mệnh cho sửa soạn những món ăn ấy, để ban cho Phạm Nam, Văn Trình vái lạy cảm ơn.
Thanh Thế Tổ nối ngôi, Văn Trình nhận mệnh thuộc về Tương Hoàng kỳ. Duệ Thân vương Đa Nhĩ Cổn sắp tấn công nhà Minh, Văn Trình dâng thư nói: “Trăm họ Trung Nguyên loạn lạc ly tán, chịu đủ đắng cay, mong có chúa tốt, để được lạc nghiệp. Xưa khi bỏ Tuân Hóa, đồ Vĩnh Bình, hai lần vào sâu rồi lại trở về. Họ ắt cho rằng ta không có chí lớn, chỉ muốn vàng lụa trai gái, lòng người nghi ngờ. Bây giờ nên giữ nghiêm kỷ luật, chớ tơ hào gì, tuyên dụ ý định tiến quân lấy Trung Nguyên: quan vẫn giữ chức, dân cứ giữ nghiệp, chọn hiền năng, chôn người chết . Đại Hà về phía Bắc, có thể truyền hịch để an định đấy.” Gặp lúc nghĩa quân Lý Tự Thành một trận đã chiếm được Bắc Kinh (điều mà quân Thanh không làm nổi), khiến bọn Đa Nhĩ Cổn kinh sợ, sai người chạy dịch trạm triệu tập Văn Trình – bấy giờ đang dưỡng bệnh ở suối nước nóng Cái Châu. Văn Trình nói: “Sấm khấu đồ thán Trung Nguyên, sát hại Đế – Hậu; đây gọi là hành động dẹp giặc đấy. Dù bọn chúng nhiều trăm vạn, nhưng hoành hành không kiêng dè, nên có ba lý do ắt bại: bức tử nhà vua, khiến ông trời giận; nhục hình quan lại, chiếm đoạt tài sản, khiến kẻ sĩ hờn; cướp tiền của, hiếp vợ con, thiêu hủy nhà cửa, khiến nhân dân oán. Họ đã có 3 lý do ắt bại này, lại còn tỏ ra kiêu căng, quân ta chỉ một trận là phá được. Nước ta trên dưới đồng lòng, binh chọn giáp rèn, đánh kẻ có tội, vỗ về sĩ phu, cứu vớt lê dân. Binh động vì nghĩa, sao mà không thành?” Lại nói: “Hiếu sinh là đức của trời, xưa nay chưa từng có ai nhờ giết chóc mà giành thiên hạ. Nước nhà chỉ muốn giữ Quan Đông thì thôi, còn muốn thống nhất Khu hạ , nếu không an định trăm họ thì không thể nào.” Hôm sau, Văn Trình đến doanh trại để soạn hịch, khuyên dụ quan dân nhà Minh rằng: “Nghĩa quân (tức quân Thanh) vì bọn mày mà báo mối thù vua cha, không giết trăm họ bọn mày, nay chỉ làm tội giặc Sấm. Quan đến quy hàng, được giữ chức; dân đến quy hàng, được giữ nghiệp. Hành quân có luật, không hại bọn mày.” Hịch đều ghi rõ quan chức và họ tộc của Văn Trình.

### Đứng đầu văn thần, định lập tân chế
Quân Thanh đã chiếm Bắc Kinh, các chế độ mới lập, đều theo lời bàn của Văn Trình: phát tang cho Sùng Trinh Đế, vỗ về nạn dân, cất nhắc phế quan, tìm kiếm ẩn sĩ, tra cứu văn hiến, sửa đổi luật lệnh, cho phép bàn luận, tập hợp quan lại và trưng cầu sổ sách nhà Minh. Cuối đời Minh có thêm nhiều loại thuế, sổ thuế đều bị nghĩa quân hủy đi, chỉ còn tài liệu thời Vạn Lịch. Có người đề nghị tìm những sổ thuế đã mất ấy, Văn Trình nói: “Đấy là những loại thuế hại dân, còn tìm lại làm gì?” Vì thế triều đình đồng ý sử dụng sổ thuế thời Vạn Lịch. Luận công, Văn Trình được tiến Nhất đẳng A Tư Cáp Ni Cáp Phiên, gia Tha Sa Lạt Cáp Phiên, ban hiệu “Ba Khắc Thập”. Lại được tiến Nhị đẳng Tinh Kỳ Ni Cáp Phiên.
Năm Thuận Trị thứ 2 (1646), quân Thanh chiếm được Giang Nam, Văn Trình dâng sớ kiến nghị tổ chức thi cử, triều đình nghe theo. Tháng giêng ÂL năm thứ 5 (1649), triều đình quyết định lấy Nội tam viện đứng đầu văn ban, mệnh cho Văn Trình cùng Cương Lâm, Kỳ Sung Cách được dùng châu đính (ngọc đính trên mũ), ngọc đái (đai ngọc). Năm thứ 7 (1651), Duệ Thân vương Đa Nhĩ Cổn mất. Năm thứ 8 (1652), Đại học sĩ Cương Lâm, Kỳ Sung Cách giúp Duệ Thân vương sửa đổi Thái Tổ thực lục, bị kết tội chết; Văn Trình và đồng sự bị liên lụy. Thanh Thế Tổ cho rằng Văn Trình không giúp Duệ Thân vương, chỉ đoạt quan chức của ông, chờ luận công chuộc tội. Trong năm ấy, Văn Trình được khôi phục quan chức. Năm thứ 9 (1653), Văn Trình được nhận ân chiếu, khôi phục và tiến thế chức Nhất đẳng Tinh Kỳ Ni Cáp Phiên, thụ Nghị chính Đại thần, Giám tu Thái Tông thực lục .
Bấy giờ lương, tiền các tỉnh phải chi nhiều hơn thu, cả năm thiếu đến hơn 400 vạn, là do tiền thuế không đủ. Văn Trình dâng sớ nói: “5 tỉnh Hồ Quảng, Giang Tây, Hà Nam, Sơn Đông, Thiểm Tây có loạn đã lâu nên dân thưa thớt, xin hưng đồn (lập đồn điền), đặt chức Đạo (tức Đạo đài) 2 người, Đồng tri 4 người, lệnh cho Đốc phủ tuyển thuộc lại liêm khiết, mẫn cán để nhiệm chức, lấy việc tuyển chọn xứng đáng hay không làm công tội của đốc phủ. Lương bổng của quan lại, năm đầu lấy từ tiền vốn hưng đồn, năm thứ 2 lấy số thu hoạch được bù vào. Từ đấy về sau đều lấy ra từ số thu hoạch được, số quan tăng nhưng bổng lộc không hao tổn. Đồn lấy bò, hoặc thóc giống, hoặc nông cụ, cho phép Hưng đồn đạo lấy từ kho lẫm của châu huyện. Đồn ban đầu có binh trú đóng, nên chọn nơi hoang vu nhưng có đường thủy cho thuận tiện đi lại. Đất không có chủ, hoặc có chủ nhưng bỏ không canh tác, đều lấy làm đồn công. Dân muốn canh tác nhưng vốn không đủ, quan cho mượn bò, hoặc thóc giống, thu hoạch được thì nộp lại một phần ba, sau ba năm thì không phải nộp nữa. Biên chế bảo giáp, khiến họ giúp canh giữ, dứt hẳn trộm cướp. Nếu không có vốn, quan lấy tiền công ban cho. Dân vì muốn tránh đói mà lưu vong, thì nên tập hợp vào đồn. Lương thảo thu hoạch trong năm đầu, cho phép đồn lại tích trữ, đem ra trao đổi hàng hóa, làm vốn liếng cho năm sau; còn thừa, đem cho quân đồn trú gần đó, chớ thu theo định chế rồi giữ lại không làm gì. Ba năm thu hoạch đã nhiều, thì lấy thuyền, xe chở đi làm lương hướng. Chẳng phiền đồn lại, chẳng nhọc đồn dân, chẳng dùng đồn ngưu. Các viên lại của châu huyện có đồn chịu sự chỉ huy của Hưng đồn đạo, đồn lại xứng chức vụ, 3 năm được tiến 2 trật, theo phép dành cho bổng lộc vùng biên; không xứng chức, trách phạt (tuần) phủ (tuần) án đã tiến cử; nếu có tội thì đều bị liên đới, đây là có thưởng thì cũng có phạt.” Thế Tổ rất bằng lòng với kiến nghị của Văn Trình.
Năm thứ 10 (1654), Văn Trình cùng đồng sự dâng sớ kiến nghị Thế Tổ giáng sắc yêu cầu quan viên từ tam phẩm trở lên – không phân biệt Mãn Hán, mới cũ, không câu nệ quan trật cao thấp – tiến cử hiền tài, rồi tiến hành sát hạch người được tiến cử trước mặt Hoàng đế, cũng là để đánh giá phẩm chất của người tiến cử, sau này luận công tội của người được tiến cử mà thưởng phạt người tiến cử. Thế Tổ đồng ý.
Thế Tổ siêng năng làm việc, nhiều lần ghé thăm Nội viện, vui vẻ hỏi han các đại thần. Văn Trình đứng đầu mọi người đối đáp, rất vừa ý Hoàng đế. Thế Tổ từng phái quan viên đi tra xét việc thưởng phạt, hình pháp ở các tỉnh; Văn Trình cho biết: Trước đây triều đình đã làm như vậy, nhưng những quan viên ấy chỉ muốn quấy nhiễu nhân dân, nên phải bãi bỏ. Nay bốn phương mới trải qua động loạn, thiên tai, dân còn nhọc nhằn, nên bãi bỏ việc ấy. Đối với các án lớn, phái tuần phủ tra xét, nếu thấy gì đáng nghi, thì tấu lên rồi mới quyết định. Thế Tổ nghe theo. Văn Trình làm việc chú trọng giản dị, giữ vững đại thể, phần nhiều đều xử lý như trên.

## Hậu sự
Tháng 8 ÂL năm thứ 11 (1655), Thế Tổ gia ân cho các Phụ chính Đại thần, đặc gia Văn Trình làm Thiếu bảo kiêm Thái tử Thái bảo, ông dâng sớ cảm ơn, nhân đó trình bày mình có bệnh, xin hưu. Tháng 9 ÂL, Thế Tổ giáng chỉ vỗ về, tiến Văn Trình làm Thái phó kiêm Thái tử Thái sư, cho ông Trí sĩ. Thế Tổ cho rằng Văn Trình là bề tôi cũ của 2 đời, có công lớn với nước, nên đãi ngộ rất hậu: ông có bệnh, từng đích thân điều chế thuốc để ban cho; sai họa sĩ đến tận nhà vẽ hình ông, treo trong Nội phủ; ban cho đồ ngự là các thứ quần áo, vật dụng, nhiều không đếm xuể; lại cho rằng hình thể của Văn Trình kỳ vĩ, mệnh làm riêng áo mũ, cho vừa với ông.
Thanh Thánh Tổ lên ngôi, đặc mệnh cho Văn Trình tế cáo sơn lăng của Thái Tông, ông lạy sụp mà khóc, không thể đứng dậy. Ngày Canh tuất (02) tháng 8 ÂL năm Khang Hi thứ 5 (31/8/1666), Văn Trình mất, hưởng thọ 70 tuổi. Thánh Tổ đích thân làm văn tế, sai Lễ bộ Thị lang Hoàng Cơ tuyên dụ, cho phép chôn cất ở núi Hồng Loa, huyện Hoài Nhu, lập bia ghi sự tích, đặt thụy là Văn Túc, tự tay viết chữ trên tấm biển “Nguyên Phu Cao Phong” cho nhà từ của ông.

## Hậu nhân
Văn Trình được nhà Thanh hậu đãi, con cháu 4 đời của ông đều là thành viên của Bát kỳ Hán quân, mà được nhiệm những chức vụ dành cho người Mãn, đương thời lấy làm lạ.

### Con trai
Văn Trình có 6 có trai: Thừa Ấm, Thừa Mô, Thừa Huân, Thừa Bân, Thừa Liệt, Thừa Tộ.
- Thừa Mô có truyện riêng.
- Thừa Huân: cố sự được chép phụ vào liệt truyện của Văn Trình.
- Thừa Bân được tập thế chức Nhất đẳng Tinh Kỳ Ni Cáp Phiên.
- Những người còn lại đều không rõ.

### Cháu nội
- Con Thừa Mô là Thì Sùng: cố sự được chép phụ vào liệt truyện của Thừa Mô.
- Con Thừa Huân là Thì Dịch: cố sự được chép phụ vào liệt truyện của Văn Trình.
- Con Thừa Bân là Thì Tiệp: cố sự được chép phụ vào liệt truyện của Văn Trình. Sử chép Thì Tiệp có một anh họ là Thì Dịch, không rõ liên hệ với Văn Trình.
- Thì Thụ: sử không chép là con của ai, cố sự được chép phụ vào liệt truyện của Văn Trình.
- Thì Kỷ: sử không chép là con của ai, cố sự được chép phụ vào liệt truyện của Văn Trình.

### Chắt nội
- Con Thì Thụ là Nghi Hằng: Thời Càn Long, từ Loan nghi vệ, Chỉnh nghi vệ trải qua 5 lần thăng chức, làm đến Phúc Ninh Trấn tổng binh thuộc Phúc Kiến. Năm thứ 47 (1782), được thụ Chính Lam kỳ Hán quân Phó Đô thống. Năm thứ 57 (1792), được thụ Công bộ Thị lang. Năm Gia Khánh nguyên niên (1796), được thăng Hộ bộ Thượng thư. Năm thứ 2 (1797), mất.
- Nghi Thanh: sử không chép là con/cháu của ai, thời Càn Long làm đến Thịnh Kinh Công bộ Thị lang.

### Chút nội
- Cháu nội của Thì Tiệp là Kiến Trung, được tập tước Nhất đẳng Nam, từ Phó Tham lĩnh trải qua hai lần thăng chức, làm đến Phó Đô thống, Thị lang. Năm Gia Khánh thứ 4 (1799), được thụ Hộ bộ Thượng thư, thự chức Chính Hoàng kỳ Hán quân Đô thống. Sau đó được đổi làm Đô Sát viện Tả đô Ngự sử, ra làm Hàng Châu Tướng quân. Năm thứ 5 (1800), mất, thụy là Khác Thận.
- Kiến Phong: sử không chép là con/cháu của ai, thời Gia Khánh làm đến Lại bộ Thị lang.